# Конрад I (Тек)
Конрад I фон Тек (на немски: Konrad I von Teck; * ок. 1195; † 1244/1249) от род Церинги, е херцог на Тек (1219 – 1244/1249). Той се смята за основател на град Кирххайм унтер Тек.

## Биография
Той е син на херцог Адалберт II фон Тек († 1219) и внук на херцог Адалберт I фон Тек († сл. 1195). Праввнук е на херцог Конрад фон Церинген († 1152) и графиня Клеменция фон Намюр († 1158). Брат е на Бертхолд I фон Тек († 1244), епископ на Страсбург (1223 – 1244), и на Хайнрих фон Тек († 1219), каноник във Вюрцбург (1219).
След смъртта на последния от Церингите херцог Бертхолд V († 18 февруари 1218), братята Конрад I и Бертхолд I фон Тек продават техните претенции на наследника на Церингите крал Фридрих II.
Между 1220 и 1230 г. Конрад I издига Кирххайм на град. На 5 ноември 1235 г. той преписва на една Кирххаймска църковна община (Beginen) един чифлик с градина и я освобождава от данъци. На 10 май 1234 г. той е във Вимпфен в двора на крал Хайнрих VII.
Конрад I фон Тек умира между 1244 и 1249 г. и е погребан в църквата на женския манастир.

## Фамилия
Името на съпругата му не се споменава в документи, вероятно дъщеря на граф Херман фон Зулц и получава Дорнхан и Бохинген, или Конрад I фон Тек се жени за фон Хенеберг, дъщеря на Попо VII фон Хенеберг, бургграф на Вюрцбург († 1245) и ландграфиня Юта фон Тюрингия († 1235). Той има децата:
- Лудвиг I († 1283), херцог на Тек, основава женския манастир Кирххайм
- Конрад II († 1292), херцог на Тек
- Анна фон Тек (* ок. 1240), омъжена за граф Диполд фон Меркенберг-Айхелберг († 1270)
- дъщеря, омъжена сл. 13 юни 1244 г. за граф Ото I фон Еберщайн († 1278/1279)
- дъщеря († между 26 юли 1290 – 28 септември 1290), омъжена за Конрад фон Хоенлое (* 1245; † сл. 1251), син на Конрад фон Хоенлое-Браунек-Романя
- (?) Берта, монахиня в манастир Кирххайм
- Агнес (ok. 1235; † 1261), омъжена за херцог Конрад III Гуискард от Сполето († 1279)
- Херман I фон Тек